# Rankine (cràter)
Rankine és un petit cràter d'impacte situat a prop del terminador oriental de la Lluna. Es troba al sòl sud del cràter satèl·lit Maclaurin B, un cràter d'impacte de 43 km de diàmetre que es troba al sud-est del propi cràter Maclaurin. A l'est de Rankine es troba el cràter Gilbert, i directament a sud apareix von Behring.

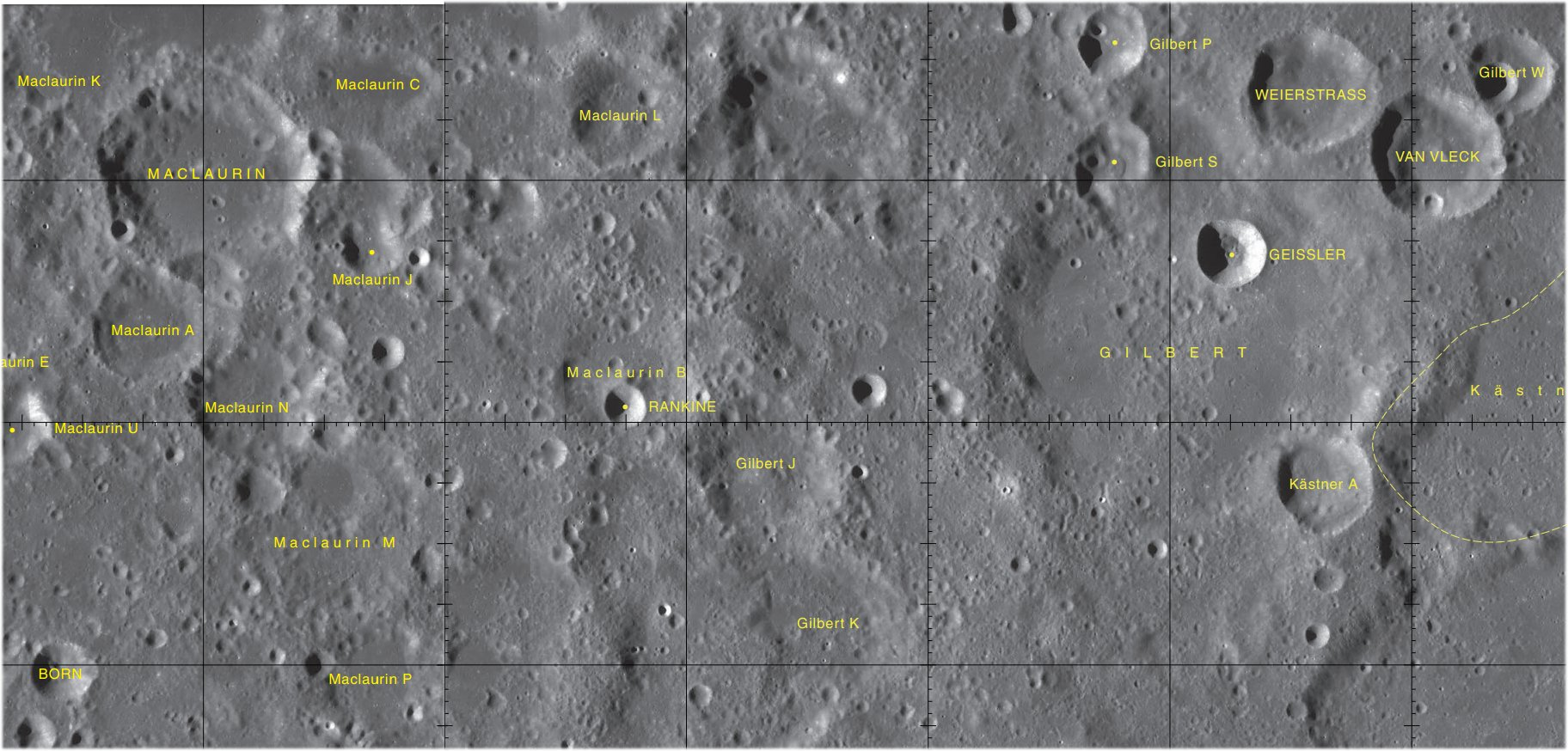
Localització de Rankine (esquerra del centre de la imatge)
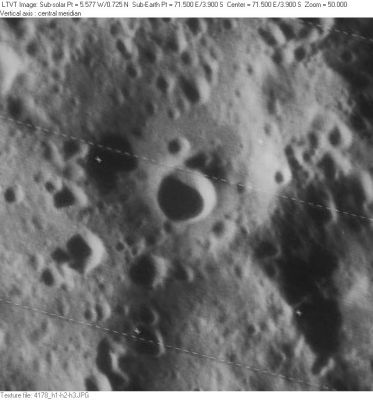
Fotografia de la missió Lunar Orbiter 4

Es tracta d'una formació insignificant en forma de bol amb un sòl interior es dimensions menyspreables. El cràter és circular i simètric, i les seves parets interiors inclinades no tenen trets significatius (encara que posseeixen una albedo lleugerament més alta que el terreny que les envolta). De forma general, és indistingible de molts altres cràters lunars de similars característiques.